# Willy Bandholz
Willy Bandholz (* 28. Juli 1912 in Schenefeld; † 29. Januar 1999 in Rimini, Italien) war ein deutscher Feldhandballspieler.
Er war Schüler des Ludwig-Meyn-Gymnasiums in Uetersen und Mitglied der dortigen Handballmannschaft. Mit dieser Schülermannschaft errang er bereits beachtliche sportliche Erfolge. Später wurde Bandholz Mitglied des Teams, welche die Goldmedaille bei den Olympischen Sommerspielen 1936 gewann. Er spielte alle fünf Spiele. Im Vereinssport war Bandholz für den Oberalster VfW aktiv, mit dem er 1936 deutscher Vizemeister wurde.